# 私ひとりの海
『私ひとりの海』（わたしひとりのうみ）は、東海テレビ制作のフジテレビ系列で、1968年9月2日〜11月8日に放送された昼ドラマである。

## 概要
『私ひとりの海』は1968年の昼ドラマ。
海辺での何かの事件で記憶を失ってしまった若い女性と、その記憶を取り戻す扶けをする児玉清が演じる医師。特に恋愛関係に移っていくわけでもなく、光と陰の濃密で不思議な時間が流れていく。
ドラマでは、主人公の鬱な状態、それから回復する過程を画面に陰影の変化を付けて演出されていた。太陽の満ちた日中に、山羊を引いて原っぱ沿いの路を歩くシーンでは、明るく白々とした画面を得るために当時としては高価なビデオテープが使われたりした。

## キャスト
- 若林映子
- 児玉清

## スタッフ
- 演出:大西博彦
- 脚本:高橋浩